# ディスカッション
ディスカッション（英語: discussion）は、討論・討議・議論のことを指す言葉である。英単語としての「Discussion」が生まれたのは14世紀半ば頃とされている。日本語の「ディスカッション」の由来は、英単語「Discussion」とされている。

## ディベートとの違い

### 意味上での違い
TRANS.Bizでは、ディベートを「双方の意見の創出ではなく、相手方の意見を論破することを目的とした」ものとし、ディスカッションは「双方から出された意見をすり合わせる」ものとしている。尚、同サイトでは英語の「Discussion」は「意見を戦わせる」の意味があり、日本語の「ディスカッション」とは違うとしている。
マイナビニュースでは、アメリカの大統領候補討論会のように特定のテーマに関して肯定側と否定側の2つの組に分かれて議論することをディベートと定義し、意見の対立の有無が「ディベート」と「ディスカッション」の差であるとしている。

### 形式上での違い
作家の竹田恒泰は著書『日本人が一生使える勉強法』の中でディベートについて述べる際に「ディスカッションは話の内容自体に意味を持つ」とした一方で、「ディベートは論理と論理を衝突させる言葉のスポーツだ」としている。立命館大学のサイトでは、ディスカッションは勝敗を決するために行うことが目的というよりは、参加者の意見交換で正しい結論やより良い解決策を見つけることが目的だとし、その形式の一つとして「ディベート」があるとしている。

## 種類・分類

### パターンでの分類
ディスカッションは、企業の面接などで行われる「グループディスカッション」や、公開討論「パネルディスカッション」などの種類がある。グループ・ディスカッションは特定のテーマに関して少人数のグループで意見を述べることで、パネルディスカッションは専門家に当たるパネリストの意見の後に一般参加者を交えた討論を行うことである。

### 形式での分類
ディスカッションには、「自由討論型」「問題解決型」「フェルミ推定型」などの種類がある。「自由討論型」は参加者が自由に意見を出すスタイル、「問題解決型」は解決策を考えることを主眼に置いたスタイル、「フェルミ推定型」は本当は調査が必要な数値に関して論理的に考えて概算を行うスタイルである。

### その他
アラン・ブリンクリは著書『シカゴ大学教授法ハンドブック』で、授業におけるディスカッションを「ソクラテス流」と「セミナー」の2つに分類している。「ソクラテス流」は教師が質疑応答を繰り返して予め決めていた方向に話を盛り上げていくことで、もう片方は生徒同士の話し合いの調停者としての役割を果たす「セミナー」と呼ばれるタイプのディベートである。